# Viktor Losert
Viktor Losert (* 23. Februar 1952 in Wien) ist ein österreichischer Mathematiker und Hochschulprofessor an der Universität Wien.
Er promovierte 1975 bei Johann Cigler mit dem Thema Dualität von Funktoren und Operatorenideale an der Universität Wien und habilitierte sich 1979 ebendort zum Thema 	Gleichverteilung auf kompakten, separablen, nichtmetrisierbaren Räumen.
Er beschäftigt sich mit Ergodentheorie, Harmonischer Analysis und Funktionalanalysis. Er ist Editor der Monatshefte für Mathematik des Springer Verlags und war zeitweise auch Chefherausgeber.

## Schriften
- Johann Cigler, Viktor Losert, Peter W. Michor: Banach modules and functors on categories of Banach spaces, Lecture Notes in Pure and Applied Mathematics, 46. Marcel Dekker, Inc., New York, 1979.